# Сан Хуан (Њу Мексико)
Сан Хуан (енгл. San Juan) град је у америчкој савезној држави Њу Мексико.

## Демографија
По попису из 2000. године број становника је 592.
| Група             | 2000.       | 2010.    |
| Белци             | 12 (2,0%)   | 0 (0,0%) |
| Афроамериканци    | 2 (0,3%)    | 0 (0,0%) |
| Азијати           | 1 (0,2%)    | 0 (0,0%) |
| Хиспаноамериканци | 160 (27,0%) | 0 (0,0%) |
| Укупно            | 592         | 0        |